# Luật sĩ
Luật sĩ (tiếng Latinh: canonicus regularis, tiếng Anh: canon regular) là một kinh sĩ tuyên khấn các lời khấn dòng (thông thường là ba lời khuyên phúc âm: nghèo khó, khiết tịnh, vâng phục) và theo đời sống cộng đoàn trong một tu hội thánh hiến, cuộc sống được kết hợp giữa đời sống cầu nguyện và đời sống mục vụ. Các hiến pháp dòng luật sĩ dựa trên luật thánh Augustinô.

## Lịch sử[1]
Nguồn gốc của các cộng đoàn luật sĩ vẫn còn được bàn cãi. Chúng ta biết rằng thánh Eusebius thành Verceil (nước Ý) và thánh Augustinô đưa ra một đời sống cộng đoàn cho các giáo sĩ và vào năm 763, Chrodegang, giám mục địa phận Metz (nước Pháp), đã tập hợp các giáo sĩ ở nhà thờ chính tòa lại thành một cộng đoàn tu sĩ sống dưới một luật, mà luật này được lấy một phần từ luật thánh Biển Đức, được gọi là Regula canonicorum (luật các luật sĩ). Năm 817, Công Đồng Aix-la-Chapelle lần thứ 4 được tổ chức theo lệnh của vua Louis-le-Pieux đã phê chuẩn luật Aix của các luật sĩ; tại thời điểm đó, họ sống chung với nhau, phục vụ cho các nhà thờ, nhưng luật này không áp đặt các lời khấn dòng và cho phép các luật sĩ được quyền sở hữu tài sản riêng.
Vào năm 1039, bốn giáo sĩ từ Đan viện thánh Ruf thành Avignon muốn sống theo cải cách của Giáo hoàng Grêgôriô đã thành lập một cộng đoàn luật sĩ, nhưng phải đến nửa sau của thế kỷ XI, thánh Ruf mới trở thành một mô hình kim chỉ nam cho hình thức mới của đời sống tu sĩ. Trong Thượng hội đồng Latran năm 1059, Giáo hoàng Nicolas II đã ra lệnh cho các giáo sĩ nhà dòng sống trong cộng đoàn và đưa vào của chung những tài sản họ nhận được từ Giáo hội. Sắc lệnh đã được Giáo hoàng Alexandre II nhắc lại vào năm 1063. Vào năm 1079, Giáo hoàng Grêgôriô VII đã gửi một lá thư cho các luật sĩ thành Lyon và mời họ theo gương của những người đi trước đã tự nguyện từ bỏ tất cả các lợi ích có được của mình mà không có sự đồng ý của họ. Yves thành Chartres cũng đã cải tổ các luật sĩ thành Beauvais mà tấm gương được đưa vào các nhà thờ khác nhưng luật cộng đoàn thì bị bỏ qua. Sau cùng, Giáo hoàng Innocent II đã buộc các luật sĩ theo luật của thánh Augustinô, trước hết ở Công Đồng Reims vào năm 1311, sau đó vào năm 1139 trong Công Đồng Latran lần thứ hai.